# 瑪麗·菲茨杰拉德廣場
瑪麗·菲茨杰拉德廣場是位於南非約翰內斯堡新城的一個廣場。其為一個以瑪麗·菲茨杰拉德來命名的公共場所，她是南非第一位工會女會員。
此前，該廣場稱為「亞倫的地面」，並於1939年以菲茨杰拉德來命名，因為其為20世紀早期罷工者集會的常用地點。
該廣場設有法國照明工程師帕特里克·里莫設計的燈光和雕刻木頭。
該廣場是新城市區更新項目的核心，其周圍環繞著對城市有重要意義的建築，包括市場劇院－該劇院在20世紀80年代上演了眾多反種族隔離戲劇，稱為“鬥爭劇場”、非洲博物館、舊的渦輪大廳以及工人圖書館。
2005年7月2日，瑪麗·菲茨杰拉德廣場舉辦由鮑勃·格爾多夫組織的現場八方系列音樂會約翰內斯堡站。
自2012年以來的每年10月第一個星期五，廣場都會舉辦「In The City」活動。